# ミスジハエトリ
ミスジハエトリ（三筋蠅取、Plexippus setipes）は、ハエトリグモの一種。日本で屋内外にみられ、雌雄で斑紋が異なる。

## 特徴
体長はメスは7〜8mm、オスは6〜7mm。性的二形が明確で体色や斑紋も異なる。オスは頭部にオレンジ色の毛の帯があるのが特徴で、胸部から腹部を貫く縦筋の明暗がくっきりと見られる。メスは比較的均一な体色で斑紋もオスより目立たず、関東地方では全体的に暗色で南に行くと淡色になる。

## 類似種
本種のオスは、頭部の橙色の帯が目立つため他の種とは見分け易い。メスの場合は、前述の通り体色の濃淡に地域差があることも手伝って、特に同属のチャスジハエトリ（P. paykulli）のメスとの見分けが困難な場合がある。

## 分布と生息
日本では5月から8月頃に、本州・四国・九州・南西諸島までの家屋内･外の壁や海岸の堤防などにみられる。ただし、本州以南の同じく家屋（室内）に生息する同じハエトリグモ科のアダンソンハエトリ（Hasarius adansoni）が、元は生息していなかった本州以北にも近年その分布を広げつつあり、本種はそのアダンソンハエトリとの競争には負けてるようだと報告されている。
日本国外ではベトナム、中国南東部（山東省・江蘇省・安徽省・浙江省・湖北省・湖南省・江西省・福建省・広東省・四川省）および新疆ウイグル自治区で記録されている。

## 利害
家屋内外の害虫を食べる益虫と考えられる。姿が気味悪いと嫌われることの多いクモ類の中ではハエトリグモ類は比較的嫌われることが少ない。